# باگاکسان
باگاکسان (به لاتین: Baegaksan) یک کوه در کره جنوبی است که در کره جنوبی واقع شده‌است. باگاکسان ۸۵۸ متر بالاتر از سطح دریا واقع شده‌است.